# Samuel Jofré
Samuel Jofré Giraudo (ur. 8 czerwca 1957 w Córdobie) – argentyński duchowny katolicki, biskup Villa María od 2013.

## Życiorys

### Prezbiterat
Święcenia kapłańskie otrzymał 8 grudnia 1983 z rąk kardynała Raúla Primatesty i został inkardynowany do archidiecezji Córdoba. Pracował głównie jako duszpasterz parafialny, był także sędzią trybunału kościelnego w Córdobie oraz pomocniczym wikariuszem sądowym.

### Episkopat
28 lutego 2013 papież Benedykt XVI mianował go biskupem diecezji Villa María. Sakry udzielił mu poprzednik - biskup José Ángel Rovai.